# Марков Борис Михайлович
Борис Михайлович Марков (народився 8 березня 1977 в місті Дніпропетровську, нині Дніпро) — український керівник вищого рівня, науковець, благодійник, голова ради директорів, генеральний директор Корпорації «АТБ».

## Життєпис
У 1998 році почав кар'єру в ПП «ВМК» з посади заступника директора. З вересня 1998 – начальник юридичного відділу ТОВ «АгроТехБізнес».
Здобув вищу юридичну освіту в Дніпропетровському держуніверситеті (1999). В тому ж році призначений начальником юридичного департаменту ТОВ «АТБ-Маркет». З 2001 – директор ПП «Юридична компанія «Атланта-Консалтинг», з 2004 генеральний директор корпорації «АТБ».
Другу вищу освіту здобув за фахом «економіка підприємств», закінчивши економічний факультет Дніпропетровського університету економіки та права ім. А. Нобеля (2006). 
З 2010 року й по теперішній час - голова Ради директорів, генеральний директор корпорації «АТБ».
У 2014 захистив у Дніпропетровському університеті економіки та права ім. А. Нобеля кандидатську дисертацію на тему: «Антимонопольне регулювання у сфері роздрібної торгівлі продовольчими товарами в Україні»за спеціальністю 08.00.03 - економіка та управління національним господарством і отримав науковий ступінь кандидата економічних наук.
У 2019 закінчив Києво-Могилянську бізнес-школу (kmbs) за програмою «Школа стратегічного архітектора», у 2020 – закінчив TheAspenInstitute (м. Київ) за курсом «Бізнес і суспільство».
2020 року захистив у Міжрегіональній академії управління персоналом докторську дисертацію на тему: «Стратегія управління роздрібними торговельними мережами в умовах трансформації внутрішньої торгівлі України»за спеціальністю 08.00.03 - економіка та управління національним господарством і отримав науковий ступінь доктора економічних наук.
У квітні 2021 закінчив семінар «Відповідальне лідерство-22» від The Aspen Institute (м. Київ).
Одружений. Має двох доньок.

## Благодійна діяльність
Є співзасновником Благодійної організації «Всеукраїнський благодійний фонд «Здорова дитина».

## Відзнаки
Борис Марков входить: 
- в ТОП-25 найкращих керівників України згідно з рейтингом видання Forbes.Ukraine (2020);[5]
- в ТОП-5 найбільш успішних керівників в українському рітейлі за версією видання Delo.ua (2020).[6][7]